# Pasažieru vilciens

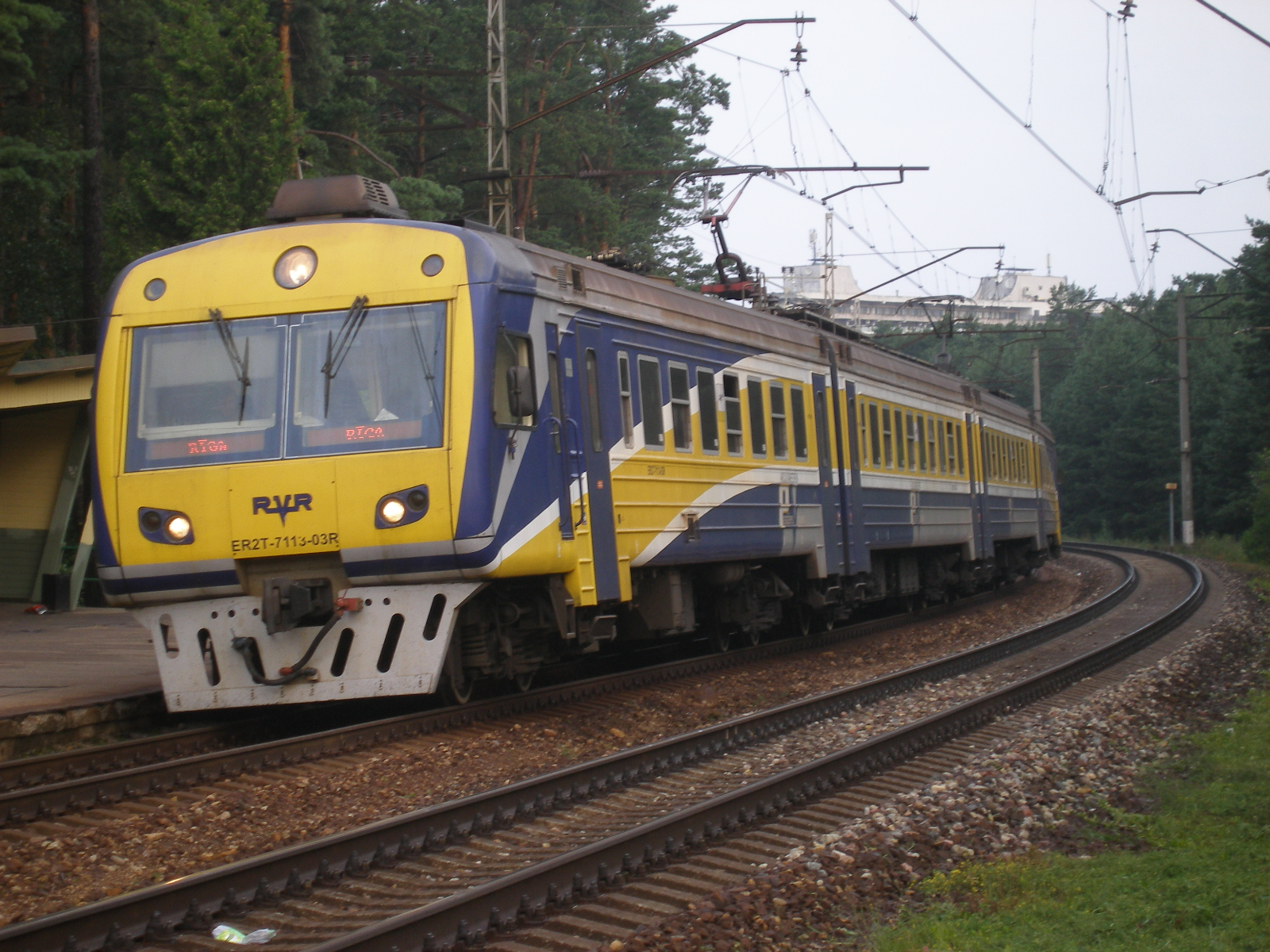
Электропоезд ЭР2Т производства RVR после модернизации

Pasažieru vilciens (в переводе — «Пассажирский поезд», сокращённо PV), работающий под брендом Vivi (сокращенно от Vienā Vilcienā, в переводе — "В одном поезде") — компания в Латвии, занимающаяся перевозками пассажиров по ширококолейной железной дороге. Обслуживает 12 маршрутов, 4 из которых электрифицированы. На 2006 год в компании работало 1136 человек.

## История
Компания основана 2 ноября 2001 года путём выделения из компании «Латвийская железная дорога» с уставным капиталом 25 тыс. латов. Изначально она дотировалась за счёт грузовых перевозок. При подготовке вступления Латвии в ЕС перекрёстные субсидии были запрещены, и дотации пассажирских перевозок взял на себя государственный бюджет страны. С 2002-го по 2008 год они выросли с 200 тысяч до 30,866 млн. латов.
При этом пригородное сообщение в рижском железнодорожном узле в начале 2000-х годов росло: в 2004 году «Pasažieru vilciens» перевёз 23,5 млн пассажиров, в 2005-м — 25,5 млн, в 2006-м — 27 млн.
К 2008 году подписанный акционерный капитал «Pasažieru vilciens» возрос с 25 тысяч до 14, 7 млн латов, ежегодно предприятие платило в бюджет свыше 2 млн евро налогов. Текущий ремонт подвижного состава осуществлял вагоноремонтный центр АО «VRC Zasulauks», что обходилось в 2005 году в 6,8 млн латов и обеспечивало бывшему депо Прибалтийской железной дороги 87 % годового оборота, составляя пятую часть текущих расходов «Pasažieru vilciens».
С учётом запрета перекрёстных субсидий в железнодорожном транспорте и большого объёма дотаций из госбюджета в 2008 году было решено преобразовать «Pasažieru vilciens» в государственное акционерное общество, исключив его из концерна «Latvijas dzelzceļš». Акции АО «VRC Zasulauks» остались во владении «Pasažieru vilciens».
После экономического кризиса в 2009 году, железнодорожные пассажирские перевозки начали терять своё значение: в 2019 году количество перевезённых пассажиров составило всего 17 млн. пассажиров. Основные потоки ушли на автобусы: в первом полугодии 2020 года ими было перевезено 42 млн. пассажиров, в то время как поездами было перевезено 6 млн.
С конца 2023 года «Pasažieru vilciens», одновременно с запуском новых электропоездов Škoda 16Ev, начинает работу под брендом "Vivi".

## Маршруты
Латвийские электрифицированные железные дороги — самые протяжённые в Прибалтике, общая их протяжённость — 249 км (ещё 12 км не используются). На сегодня имеются 4 электрифицированные линии:
- 1 линия: Торнякалнс — Тукумс II
- 2 линия: Рига — Елгава
- 3 линия: Рига — Скулте
- 4 линия: Рига — Айзкраукле

| Железная дорога   |
| ----------------- |
| Рига — Лиепая     |
| Рига — Елгава     |
| Рига — Айзкраукле |
| Рига — Плявиняс   |
| Рига — Гулбене    |
| Рига — Крустпилс  |
| Рига — Даугавпилс |
| Рига — Краслава   |
| Рига — Индра      |
| Рига — Резекне    |
| Рига — Зилупе     |
| Рига — Скулте     |
| Рига — Валга      |
| Рига — Сигулда    |
| Гулбене — Алуксне |

## Подвижной состав
Подвижной состав состоит из поездов и вагонов Рижского вагоностроительного завода.  В распоряжении предприятия были 121 вагон дизель-поездов со средним возрастом 25 лет и 203  вагона электропоездов со средним возрастом 27–28 лет.
Поскольку к моменту создания компании  срок их эксплуатации истёк или истекал, по предложению министра сообщения Айнара Шлесерса на Рижском вагоностроительном заводе была начата модернизация поездов с привлечением средств европейского фонда регионального развития ERAF.
В 2003 году 51 электропоезд был капитально отремонтирован на 3,1 млн латов из госбюджета Латвии.
В первый после вступления Латвии в ЕС период планирования (2004—2006 гг) из фонда ERAF было выделено финансирование в размере 10 769 560 латов, общая сумма заказа с привлечением бюджетных средств составила 17 024 734 лата (около 20 млн евро). На эту сумму на РВЗ был модернизирован 91 вагон электропоездов, в том числе 68 вагонов полностью и в 23 были модернизированы кабины машинистов и были установлены новые одностворчатые прислонно-сдвижные двери на входах в пассажирские салоны. При модернизации был полностью обновлён интерьер салонов с установкой мягких сидений, установлены новые окна, система кондиционирования и отопления.
В 2006 году в Фонде выравнивания ЕС было зарезервировано 19 млн евро на приобретение новых дизель-поездов, а на период планирования 2007—2013 гг . было запланировано 112,4 млн евро на приобретение новых электропоездов для модернизации Рижского пригородного железнодорожного сообщения.
31 декабря 2014 года был подписан договор о модернизации 19 вагонов дизель-поездов с объединением, включающим «VRC Zasulauks», Даугавпилсский локомотиворемонтный завод и Рижский вагоностроительный завод в соответствии с объявленным 22 августа 2013 года конкурсом. В результате на линию в середине 2016 года должны были выйти 5 трёхвагонных состава и один четырёхвагонный.
| Класс      | Тип          | Кол-во | Год постройки            |
| ---------- | ------------ | ------ | ------------------------ |
| ЭР2        | Электропоезд | 108    | 1962 — 1984              |
| ЭР2Т       | Электропоезд | 23     | 1987 — 1996, 2000 — 2003 |
| Škoda 16Ev | Электропоезд | 32     | 2022 — 2024              |
| ДР1А       | Дизель-поезд | 31     | 1973                     |
| ДР1АМ      | Дизель-поезд | 10     | 1973                     |
| ДР1AЦ      | Дизель-поезд | 6      | 2015                     |

## Зоновые тарифы
Компания Pasažieru vilciens с 01.04.2016 ввела тарифы оплаты проезда в пригородных поездах по зонам. Внутри зоны стоимость проезда — 0,80 €, проезд до остановки следующей зоны прибавит к цене билета по 0,50 € для каждой зоны, исключением является цена проезда между зонами A и B, которая составляет 1,40 € (0,80 + 0,60 = 1,40). Также есть пригородный межзонный тариф, составляющий 0,90 €/1,00 €.
- Айзкрауклеская линия
  - A : Рига — Вагону Паркс — Яняварты — Даугмале — Шкиротава — Гайсма — Румбула — Дарзини
  - B : Доле — Саласпилс — Саулкалне — Икшкиле — Яуногре — Огре — Парогре
  - C : Циемупе — Кегумс — Лиелварде — Кайбала
  - D : Юмправа — Дендрарий — Скривери
  - E : Мулдакменс — Айзкраукле
- Тукумская линия
  - A : Рига — Торнякалнс — Засулаукс — Депо — Золитуде — Иманта — Бабите
  - B : Приедайне — Лиелупе — Булдури — Дзинтари — Майори — Дубулты — Яундубулты — Пумпури — Меллужи — Асари — Вайвари
  - C : Слока — Кудра — Кемери — Смарде
  - D : Милзкалне — Тукумс I — Тукумс II
- Скултская линия
  - A : Рига — Земитаны — Браса — Саркандаугава — Мангали — Зиемельблазма — Вецдаугава — Вецаки
  - B : Калнгале — Гарциемс — Гарупе — Царникава — Гауя — Лиласте
  - C : Инчупе — Пабажи — Саулкрасты — Кишупе — Звейниекциемс — Скулте
- Сигулдская линия
  - A : Рига — Земитаны — Чиекуркалнс — Югла
  - B : Балтэзерс — Гаркалне — Криевупе — Вангажи
  - C : Инчукалнс — Эгльупе — Силциемс — Сигулда
- Елгавская линия
  - A : Рига — Торнякалнс — Атгазене — Туриба — Тирайне — Баложи
  - B : Яунолайне — Олайне — Далбе — Цена
  - C : Озолниеки — Цукурфабрика — Елгава

## Инциденты
1 июня 2022 года на сайт компании была совершена кибератака, в результате которой была прервана онлайн-продажа билетов на сайте компании и в мобильном приложении. Ответственность за атаку взяла на себя хакерская группировка NoName057(16).